# Zizhao
Zizhao (kinesiska: 紫照, 紫照乡) är en köping i sydvästra Kina. Den ligger i stadsdistriktet Liangping i storstadsområdet Chongqing, omkring 170 kilometer nordost om det centrala stadsdistriktet Yuzhong. Antalet invånare är 8 791. Befolkningen består av 4 402 kvinnor och 4 389 män. Barn under 15 år utgör 23,0 %, vuxna 15-64 år 60 %, och äldre över 65 år 16,0 %.